# Arctodiaptomus naurzumensis
Arctodiaptomus naurzumensis is een eenoogkreeftjessoort uit de familie van de Diaptomidae. De wetenschappelijke naam van de soort is voor het eerst geldig gepubliceerd in 1994 door Stepanova.